# Dmitry Nikolayevich Medvedev
Dmitry Nikolayevich Medvedev (tiếng Nga: Дмитрий Николаевич Медведев; 1898-1954) là một sĩ quan Liên Xô và là một trong những người lãnh đạo phong trào du kích Liên Xô ở miền tây Nga và Ukraina.

## Tiểu sử
Medvedev sinh ngày 22 tháng 8 năm 1898 ở Bryansk trong một gia đình thợ thép. Trong Nội chiến Nga, ông gia nhập Hồng quân và năm 1920, ông gia nhập Đảng Cộng sản toàn Nga (Bolshevik). Từ năm 1920 đến 1935, ông làm việc tại Cheka, OGPU và NKVD ở Ukraina Xô viết.
Năm 1936, Dmitry Medvedev được cử làm điệp viên NKVD ở nước ngoài. Năm 1938, ông trở về Liên Xô và được bổ nhiệm làm người đứng đầu bộ phận NKVD của Norillag, một Trại cải tạo lao động của Liên Xô (GULAG) ở Norilsk. Vài tháng sau, Medvedev đã bị sa thải khỏi NKVD vì "đóng hồ sơ các cuộc điều tra tội phạm một cách phi lý" chống lại các tù nhân chính trị của GULAG.
Năm 1939, Medvedev nghỉ hưu và định cư tại khu vực Moskva.
Vào mùa hè năm 1941, vài ngày sau khi Đức xâm chiếm Liên Xô, ông được gọi tái ngũ với tư cách một sĩ quan NKVD và được gửi đến vùng Bryansk quê hương mình để tổ chức cuộc kháng chiến ngầm sau chiến tuyến của kẻ thù. Từ tháng 9 năm 1941 đến tháng 1 năm 1942, Medvedev đã tổ chức thành công các đơn vị du kích ở các vùng Bryansk, Smolensk, Oryol và Mogilev.
Trong mùa xuân năm 1942, Medvedev được giao một nhiệm vụ mới - tổ chức các đơn vị du kích nằm sâu phía sau chiến tuyến kẻ thù ở Reichskommissariat Ukraina.
Vào tháng 6, đơn vị du kích của ông, tên là Pobediteli (Những người chiến thắng), đã được thả xuống vùng Zhytomyr của Ukraina. Từ tháng 6 năm 1942 đến tháng 3 năm 1944, các đơn vị của Medvedev hoạt động ở các khu vực Rivne và Lviv (đặc biệt là ở Huta Pieniacka), thực hiện khoảng 120 cuộc giao chiến và làm thương vong hơn 2.000 binh sĩ và sĩ quan Đức, trong đó có 11 tướng lĩnh và các quan chức cấp cao khác. Các hoạt động thời chiến của nhóm Medvedev ở miền Tây Ukraina bị chiếm đóng tập trung vào phá hoại, ám sát và gián điệp chống lại Wehrmacht.
Vào ngày 5 tháng 11 năm 1944, Medvedev đã được trao tặng danh hiệu Anh hùng Liên Xô và Huân chương Sao vàng.
Sau chiến tranh, Medvedev nghỉ hưu. Ông là tác giả của một số cuốn sách, trong đó có quyển hồi ký riêng về người đồng chí thời chiến của ông - điệp viên tình báo Liên Xô Nikolay Kuznetsov.
Dmitry Medvedev qua đời ngày 14 tháng 12 năm 1954 tại Moskva.

## Danh hiệu và giải thưởng
- Anh hùng Liên Xô
- Bốn Huân chương Lenin
- Huân chương Cờ đỏ

## Văn chương
- Dmytro Chobit. Trahediya Huty Peniats'koyi. Trong: Văn hóa và cuộc sống. 2018. № 17 Trò chơi 24, 26. (bằng tiếng Ukraina)
- Dmitry Medvedev. Silnyie dukhom (Eto bylo pod Rovno).  (bằng tiếng Nga)